# Ernst Körner (Aufnahmeleiter)
Ernst Körner (* 14. November 1883 als Franz Arthur Blembel in Dresden, Deutsches Reich; † 11. Dezember 1950 in Berlin) war ein deutscher Bühnenschauspieler, Theaterdirektor, Stummfilmschauspieler und Aufnahmeleiter.

## Leben und Wirken
Ernst Körner begann seine Karriere zur Jahrhundertwende als Theaterschauspieler und spielte zunächst an kleinen Bühnen wie in Pettau, Lüneburg und Kassel (Residenz-Theater), ehe er in der Spielzeit 1905/06 an das Stadttheater von Halberstadt wechselte. Seit der Saison 1907/08 war er zwei Jahre lang als Direktor am Fürstlichen Schauspielhaus Pyrmont beschäftigt und ging, nach einer Zwischenstation im schweizerischen Davos (1910/11), 1911 auf ein zweijähriges Theatergastspiel nach St. Petersburg, der Hauptstadt des russischen Zarenreichs. Wieder daheim in Deutschland, fand Ernst Körner 1913 in Berlin Anschluss an die Filmbranche und trat dort zunächst einmal vor die Kamera. 1913/14 war er Spielpartner von Asta Nielsen in der Räuberballade Zapatas Bande.
Dennoch wurde Körners Hauptbetätigungsfeld seit 1913, als er Willy Zeyn bei dessen Abenteuerstoff Die Jagd nach der Hundertpfundnote oder Die Reise um die Welt auch als Hilfsregisseur diente, vor allem die eines Aufnahmeleiters, das er dreieinhalb Jahrzehnte lang bis 1949 ausfüllte. In dieser Funktion war Körner zunächst (1914) an weiteren Nielsen-Filmen beteiligt, später an so bekannten Inszenierungen wie Vordertreppe und Hintertreppe, Die Verrufenen, Menschen untereinander, Der Katzensteg, Prinzessin Turandot, Einer zuviel an Bord, Sergeant Berry, Fahrendes Volk, Der Spieler, Immer nur Du und Akrobat schö-ö-ö-n. Immer wieder kooperierte er vor dem Zweiten Weltkrieg mit dem Regisseur Gerhard Lamprecht. Zuletzt, in den ersten Jahren nach Ende des Zweiten Weltkriegs, wirkte Körner im Dienst der ostzonalen DEFA und betreute als Aufnahmeleiter deren frühen Klassiker Ehe im Schatten und Figaros Hochzeit. Kurz darauf verstarb er 67-jährig an einem Schlaganfall in seiner Wohnung in Berlin-Charlottenburg.

## Filmografie
als Aufnahmeleiter, wenn nicht anders angegeben:
- 1913: Lincoln als Deckenläufer (Rolle)
- 1913: Die Jagd nach der Hundertpfundnote oder Die Reise um die Welt (Rolle, Hilfsregie)
- 1913: Radium (auch Regieassistenz)
- 1914: Zapatas Bande (Rolle)
- 1914: Vordertreppe – Hintertreppe
- 1914: Weiße Rosen
- 1914: Die ewige Nacht
- 1925: Hanseaten
- 1925: Die Verrufenen
- 1925: Die eiserne Braut
- 1926: Die Unehelichen
- 1926: Menschen untereinander
- 1926: Schwester Veronika
- 1927: Der Katzensteg
- 1927: Die heilige Lüge
- 1928: Der alte Fritz (2 Teile)
- 1928: Sensations-Prozess
- 1928: Der Mann mit dem Laubfrosch
- 1928: Anastasia, die falsche Zarentochter
- 1928: Unter der Laterne
- 1930: Zweierlei Moral
- 1931: Zwischen Nacht und Morgen
- 1932: Was wissen denn Männer
- 1934: Fräulein Liselott
- 1934: Die Freundin eines großen Mannes
- 1934: Prinzessin Turandot
- 1935: Zigeunerbaron
- 1935: Einer zuviel an Bord
- 1935: Der höhere Befehl
- 1936: Ein seltsamer Gast
- 1936: Diener lassen bitten
- 1937: Madame Bovary
- 1937: Revolutionshochzeit
- 1937: Die gelbe Flagge
- 1937: Tango Notturno
- 1938: Fahrendes Volk
- 1938: Der Spieler
- 1938: Sergeant Berry
- 1939: Mein Mann darf es nicht wissen
- 1940: Falstaff in Wien
- 1941: Der Meineidbauer
- 1941: Immer nur Du
- 1942: Meine Freundin Josefine
- 1943: Akrobat schö-ö-ö-n
- 1943: Lache Bajazzo
- 1944: Meine Herren Söhne
- 1944/49: Der große Fall
- 1944/49: Ruf an das Gewissen
- 1944/50: Glück muß man haben
- 1947: Ehe im Schatten
- 1948: Chemie und Liebe
- 1949: Die Kuckucks
- 1949: Figaros Hochzeit (auch Produktionsassistent)